# Havsmus
Havsmus (Chimaera monstrosa) är en broskfisk som tillhör ordningen havsmusartade fiskar (Chimaeriformes).

## Utseende
Havsmusen kan bli upp till 150 cm lång totalt, varav ⅔ utgörs av stjärten, som på slutet blir trådsmal. Den väger omkring 2,5 kg. Honan blir större än hanen. Ögonen är stora och grönskimrande.

## Ekologi
Havsmusen växer långsamt och kan bli minst 40 år gammal. På ryggen finns en rörlig, hullingförsedd gifttagg. Uppgifter finns att giftet är så starkt att det i några fall ska ha dödat fiskare, som råkat sticka sig på gifttaggen. Havsmusen är ett nattaktivt djur som sover på dagen. Om man dagtid närmar sig den försiktigt kan man lyfta en havsmus med händerna, innan den simmar iväg.[källa behövs] Den är en stimfisk och stimmen är ofta köns- och storleksuppdelade.

### Habitat
Havsmusen är en bottenlevande djupphavsfisk över mjuka bottnar på djup mellan 200 m och 1 000 m. På vintern kan den gå något grundare.

### Fortplantning
Havsmusen är en äggläggande art med inre befruktning, hanen har ett stort, parigt parningsorgan vid anus. Äggen läggs parvis och består av en omkring 3 × 17 cm stor kapsel, något tillspetsad i ena änden, där den avslutas med en 3 till 4 cm lång tråd. Vid äggläggningen hänger kapseln i tråden under honan, tills hon hittat en lämplig plats att skrapa av kapseln på. Nykläckta yngel är 11 cm långa.

### Föda och födosök
Runt nosen sitter tusentals elektrosensorer varmed havsmusen kan avkänna det elektromagnetiska fält som bytesdjuren utsänder, vilket är en hjälp för detta nattaktiva djur att finna sitt byte i mörkret. Födan är bottenlevande kräftdjur, musslor och sjöborrar. Sällsynt ger sig havsmusen på annan fisk. Troligen används gifttaggen ej vid jakt utan endast som självförsvar.

## Utbredning
Havsmusen finns längs Atlanten i hela Europa, från Island utefter Norge söderut, Irland, i västra Medelhavet, Azorerna, Madeira, norra delen av Marocko. Enstaka fynd förekommer från Oshima, Japan och vid Sydafrika; den senare lokalen är dock omtvistad.

### Förekomst i Sverige
I svenska farvatten förekommer havsmus allmänt i de djupare delarna av Skagerack och sparsamt i djupa delar av Kattegatt, sällsynt i Öresund.

## Havsmusen och människan

### Hot och status
Havsmusen är globalt rödlistad som nära hotad (NT); samma klassificering har den i Sverige.

### Användning
Köttet äts ej, men levern, som kan uppta en tredjedel av kroppsvikten, tas till vara. Ur levern utvinns olja av hög kvalitet, som används för tillverkning av kosttillskott. Förr användes den även som smörjmedel. Svansen bryts lätt av i fångsredskap. Havsmus som varit bifångst har ofta kasserats direkt genom att kastas tillbaka i havet. Främst danska fiskare har emellertid kring sekelskiftet 1999/2000 börjat landa havsmus. Den används även som huskur mot sticksår.

### Namn
Dess vetenskapliga släktnamn Chimaera kan härledas från Chimaira som i grekisk mytologi var namnet på ett sagodjur, som kunde vara lejon, get eller drake. Artepitetet Monstrosa är latin för vidunderlig. Sitt svenska trivialnamn har den fått för att den med sin långa tunna stjärt kan liknas vid en mus. Liknelsen vid en mus går, med olika variationer, igen i flera språk. På sina håll kallas den håmus.